# Pusiola celidana
Pusiola celidana là một loài bướm đêm thuộc phân họ Arctiinae, họ Erebidae.